# Cratere Bulagat
Bulagat è un cratere sulla superficie di Rea.